# Papaver mcconnellii
Papaver mcconnellii là một loài thực vật có hoa trong họ Anh túc. Loài này được Hultén mô tả khoa học đầu tiên năm 1945.